# Smoleva
Smoleva – wieś w Słowenii, w gminie Železniki. W 2018 roku liczyła 57 mieszkańców.